# Sperlingsberge

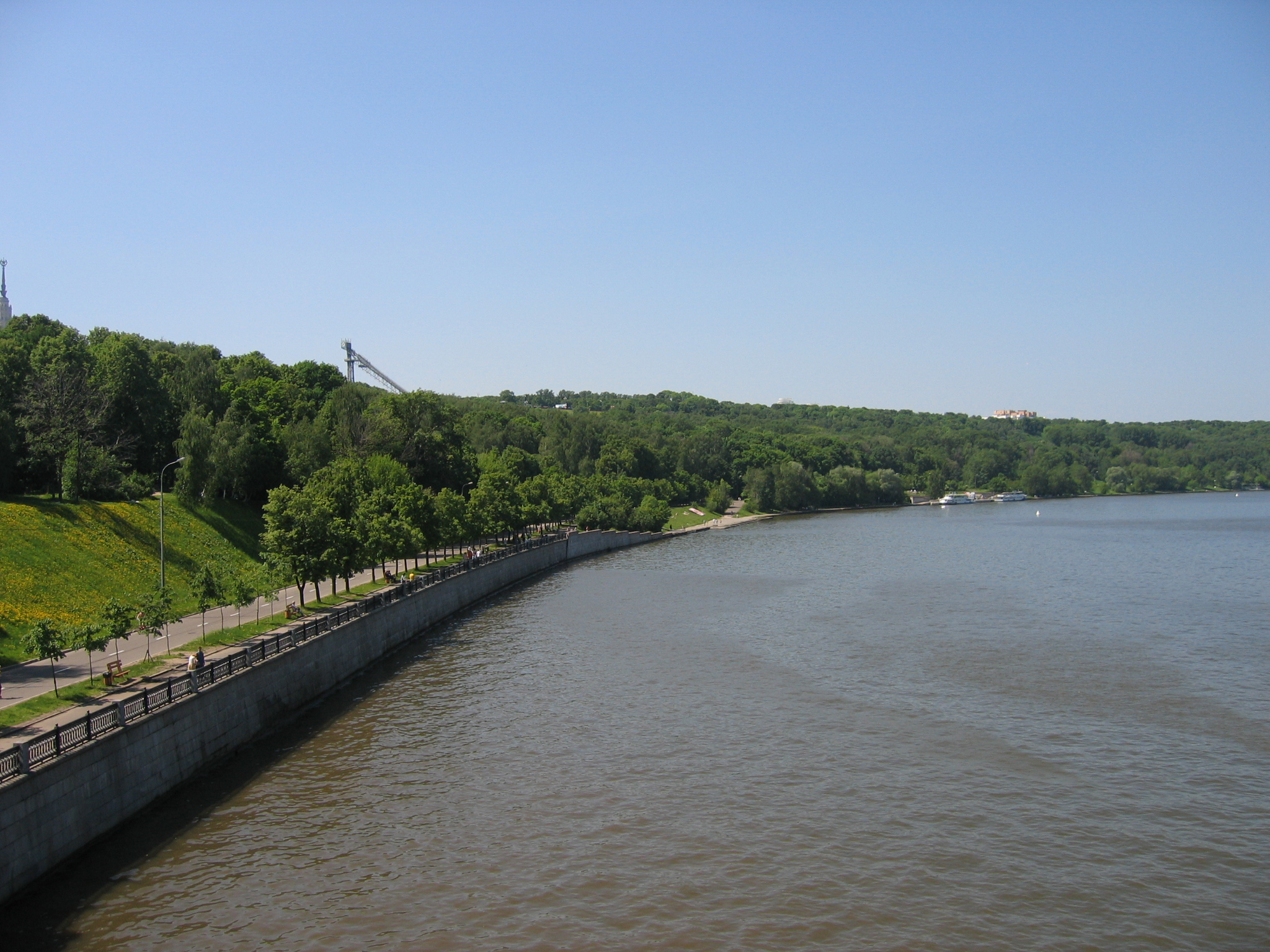
Sperlingsberge

Die Sperlingsberge (russisch Воробьёвы горы Worobjowy Gory, Ausspracheⓘ) bzw. von 1935 bis 1999 Leninberge (Ленинские горы Leninskije Gory) sind in der russischen Hauptstadt Moskau eine an ihrem nordöstlichen Hang fast durchgehend bewaldete, bis zu etwa 70 Meter hohe natürliche Erhebung inmitten einer großen Parkanlage, die sich mehrere Kilometer lang am westlichen Moskwa-Ufer entlang erstreckt. Das Gebiet der Sperlingsberge gehört zum Moskauer Verwaltungsbezirk West.
Die Sperlingsberge sind eine der schönsten Landschaften im Moskauer Stadtgebiet und stellen seit Jahrhunderten einen beliebten Naherholungsort der Moskauer dar. Von der oberen Aussichtsplattform, die eine der bekanntesten Besucherattraktionen Moskaus ist, und vielen weiteren Punkten in der Umgebung bieten sich Ausblicke über große Teile der Moskauer Innenstadt. Die Flusspromenade und der Wald an den Hängen eignen sich hervorragend zum Spazieren, im Winter lockt auch eine über die Luschniki-Seilbahn bediente Skipiste Wintersportfans hierher an.
Das bekannteste Bauwerk oben auf der Erhebung ist das Hauptgebäude der Lomonossow-Universität, einer der Sieben Schwestern genannten Zuckerbäcker-Wolkenkratzer Moskaus, die ein architektonisches Denkmal der Stalin-Epoche bilden. Markant ist außerdem die doppelstöckige Brücke über die Moskwa, in deren unterer, verglaster Ebene sich die Metrostation Worobjowy Gory befindet. Gleich gegenüber auf der anderen Flussseite liegt das Olympiastadion Luschniki und die Talstation der Luschniki-Seilbahn.